# Homemade Cookies & 99 Crom Live
《Homemade Cookies & 99 Crom Live》는 신해철의 솔로 두 번째 라이브 앨범으로, 공연은 크리스 샹그리디(Chris Tsangarides)와 신해철의 프로젝트 팀 모노크롬의 라이브 성격을 띠고 있기도 하다.
앨범은 라이브 실황 CD 두 장과 7곡의 미발표된 신곡이 담긴 CD 한 장으로 구성되어 있다.

## 공연 일정
(앨범 부클릿에서 발췌)
- 1999년 4월 16일, 17일 - 대구광역시
- 1999년 4월 24일, 25일 - 광주광역시
- 1999년 4월 30일, 5월 1일 - 대전광역시
- 1999년 5월 5일 - 서울특별시
- 1999년 5월 9일 - 전주시
- 1999년 5월 15일, 16일 - 부산광역시
- 1999년 5월 22일 - 창원시
- 1999년 5월 23일 - 경주시

## 수록곡
| #  | 제목                          | 재생 시간 |
| -- | ----------------------------- | --------- |
| 1. | 〈Machine Messiah〉           | 9:24      |
| 2. | 〈The Grinder〉               | 6:26      |
| 3. | 〈I'm your MAN〉              | 5:45      |
| 4. | 〈니가 진짜로 원하는게 머야〉 | 4:34      |
| 5. | 〈안녕〉                      | 8:21      |
| 6. | 〈Go with the Light〉         | 13:33     |

| #  | 제목                 | 재생 시간 |
| -- | -------------------- | --------- |
| 1. | 〈Drum Solo〉        | 7:04      |
| 2. | 〈Jazz Cafe〉        | 5:49      |
| 3. | 〈날아라 병아리〉    | 4:34      |
| 4. | 〈아주 가끔은〉      | 7:36      |
| 5. | 〈나에게 쓰는 편지〉 | 5:03      |
| 6. | 〈It's Alright〉     | 7:19      |
| 7. | 〈그대에게〉         | 5:27      |
| 8. | 〈Introductions〉    | 8:47      |

전체 작곡: 신해철
| #  | 제목                      | 작사·작곡 | 편곡   | 재생 시간 |
| -- | ------------------------- | --------- | ------ | --------- |
| 1. | 〈그들 만의 세상 Part 1〉 |           | -      | 3:53      |
| 2. | 〈그들 만의 세상 Part 2〉 | 신해철    | -      | 2:40      |
| 3. | 〈그들 만의 세상 Part 3〉 | 신해철    | -      | 4:50      |
| 4. | 〈너네가 뭔데〉           | 신해철    | -      | 4:11      |
| 5. | 〈일상으로의 초대〉       | 신해철    | 신해철 | 6:29      |
| 6. | 〈여름은 쉽게 가버렸다〉  | 신해철    | -      | 4:56      |
| 7. | 〈민물장어의 꿈〉         | 신해철    | -      | 3:27      |

## 참여
이 목록은 해당 앨범의 부클릿 〈staff〉목록에서 발췌하였다.

### 99 CROM LIVE
모노크롬
- 신해철(CROM) - 보컬, 악기
- Chris Tsangarides - 기타, 베이스 기타

참여 음악인
- Steven Stylianou - 기타
- Tim Hole - 건반
- 민영치 - 타악기, 드럼(〈안녕〉)
- 장재효 - 타악기, 보컬
- 이자람 - 창(唱), 백 보컬, 랩
- Energizer(고지용), Duracell(장효리) - 댄스, 랩
- 임형빈 - 건반
- 남궁연 - 드럼, 건반(〈안녕〉)

스탭
- 모노크롬 - 프로듀서, 퍼포먼스
- 성지훈 - 믹싱

스테이지 크루(서울 공연)
- 최광일(두비컴), 빅뱅뮤직 - 프로듀서
- 김혜진(두비컴) - 공동 프로듀서
- 성지훈 - 사운드 디렉터
- 서유성, 바디라이트 코리아(이준구 외) - 조명 디렉터
- Planet of Sound(성의종, 이해원 외) - PA Crew
- 영상무대 - 무대 설치
- 채수일, 장웅상(Mnet) - 라이브 녹음
- 김덕수 - 기타 테크니션
- 김현태, 김미연, 이원희, 이민재 - 백 스테이지 크루
- 드라이씨큐리티(김성태 외) - 경호
- 김정현 외 - 코디네이터